# Sin título (Retrato de Ross en Los Ángeles)
Sin título (Retrato de Ross en Los Ángeles) es una obra de arte de Félix González-Torres, actualmente en la colección del Art Institute of Chicago. La obra es una de las veinte «obras de caramelo» en la colección de González-Torres. Las obras de dulce son manifiestas; las obras de arte no son físicamente permanentes, pueden existir en más de un lugar a la vez y pueden variar de una instalación a otra en respuesta a las decisiones tomadas por el expositor, las interacciones del público y las circunstancias cambiantes. Esta obra de dulces tiene un peso ideal de 175 lb (80kg).

## Presentación
Una manifestación de Sin título (Retrato de Ross en Los Ángeles) consiste en una pila de dulces envueltos individualmente en envoltorios de varios colores. Los espectadores pueden elegir tomar un dulce de la obra y la leyenda describe que hay un "suministro infinito" de dulces.
El expositor decide el tipo específico de caramelo utilizado para llevar a cabo la obra, la elección inicial de la configuración y el tamaño y la forma generales de una manifestación particular de la obra. Las obras de dulces se han exhibido como alfombras rectangulares de dulces, amontonadas en las esquinas de los espacios de exhibición, esparcidas por el piso en arreglos orgánicos y en forma de montículos en el suelo, etc.
Si bien el peso ideal de la obra es una constante, el peso real de los dulces utilizados para manifestar la obra siempre cambia. La cantidad de dulces cambia a medida que los expositores toman decisiones sobre el peso que se instala inicialmente, los espectadores eligen tomar dulces de la obra y si se permite que los dulces disminuyan o se repongan en el transcurso de una exhibición. Por ejemplo, los museógrafos del Instituto de Arte de Chicago recordaron que "Durante los períodos muy ocupados, [nosotros] podemos reponer la pila dos veces por semana, agregando aproximadamente 45 libras a la escultura. En promedio, añadimos 15 o 20 libras semanales". A veces, agregaban dulces para reequilibrar el color de la pieza.

## Exposiciones e Interpretaciones
Sin título (Retrato de Ross en Los Ángeles) se exhibió por primera vez en una presentación individual del trabajo del artista en la Galería Luhring Augustine Hetzler, Los Ángeles, California; la cual se mantuvo abierta del 19 de octubre al 16 de noviembre de 1991. El comunicado de prensa de la exposición decía: "La vida real y el trabajo de un artista existen dentro de su propio flujo continuo".
La pareja de González-Torres, Ross Laycock, murió de complicaciones relacionadas con el sida en 1991, el mismo año en que se creó Sin título (Retrato de Ross en Los Ángeles). La obra ha sido descrita como un "retrato alegórico" de Laycock.
El trabajo se incluyó en Could Not Bear the Sight of It: Contemporary Art Interventions on Critical Whiteness, una exposición en la Casa-Museo Jane Addams Hull en Chicago, IL en 2012. Esta exposición, comisariada por Lisa Yun Lee y Theaster Gates, buscó "hacer una serie de preguntas sobre cómo la blancura es tanto invisible como dominante: ¿Existe algo así como la cultura blanca? ¿Cuál es el secreto para ser blanco? ¿Cómo ha cambiado la blancura con el tiempo? ¿Cómo sería un mundo sin racismo?".
En 2016, la pieza se instaló en el Museo Metropolitano de Arte como parte de la exposición Unfinished: Thoughts Left Visible. La exposición se centró en la cuestión de cuándo una obra de arte se considera terminada e incluyó obras que sus creadores dejaron incompletas, así como aquellas que fueron intencionalmente no terminadas como una forma de abarcar posibilidades ilimitadas.
En algún momento entre el verano de 2018 y el otoño de 2022, el Instituto de Arte de Chicago eliminó las referencias a Ross Laycock, la homosexualidad y el sida de la etiqueta de la pared de la obra. Esta información quedó en la audioguía que acompañaba a la instalación. La etiqueta editada aplaudió la "extraña habilidad de González-Torres para producir formas escultóricas elegantes y sin restricciones a partir de materiales comunes" y equiparó las 175 libras (80 kg) de dulces con el "peso promedio de un hombre adulto". La etiqueta editada se reemplazó con una nueva etiqueta de pared que incluía el contexto previamente eliminado después de que la eliminación fuera denunciada por una carta en The Windy City Times y por un Tuit viral. Joshua Chambers-Letson fue citado en un artículo de octubre de 2022 para el Chicago Tribune: “Felix dejó mucha responsabilidad en manos de las personas que exhiben la pieza, y fue muy generoso al permitir que los espectadores produjeran cualquier significado que necesitaran en relación con el trabajo…. Puedo entender la reacción de esa persona, pero también, Ross está en el título. Felix aseguró por el resto de los tiempos que habría una referencia a Ross (en la obra)”. En enero de 2023, Artnet News publicó un artículo que comentaba sobre estas etiquetas de pared, diciendo que “lo que ilustró el incidente en el Instituto de Arte fueron las complejidades y los matices inherentes a la obra de González-Torres, y la intensa conexión personal con su historia que muchos sienten.”
La Art Story Foundation vio el aspecto de comer dulces como "[uno que se convierte] en cómplice del proceso de desaparición, similar a la crisis de salud pública del VIH / SIDA que duró años". Lauren Weinberg de Time Out Chicago lo interpretó de manera similar: "la disminución recuerda cómo se consumió antes de morir".
Asimismo, Art Story Foundation llamó a Sin título (Retrato de Ross en Los Ángeles) "una de las obras más reconocibles de González-Torres". A partir de 2023, la obra se ha incluido en más de 30 exposiciones diferentes en galerías y museos de todo el mundo.